# 山口登 (声優)
山口 登（やまぐち のぼる、8月30日 - ）は、日本の男性声優、俳優。北海道出身。アーツビジョン所属。劇団あかぺら倶楽部の一員。

## 人物
趣味・特技は散歩、登山、ボルダリング。
自身が所属している劇団あかぺら倶楽部の公式YouTubeにて、不定期で投稿される登山動画・料理動画等に出演している。

## 出演
太字はメインキャラクター。

### テレビアニメ
2003年
- プリンセスチュチュ（クラウン）

2004年
- 砂ぼうず（悪人たち）
- 魔法少女隊アルス（ウィザード）
- 美鳥の日々（客）
- 焼きたて!!ジャぱん（2004年 - 2005年、サンピエールの部下、職人、団員、ロシア職人）

2005年
- ほとり〜たださいわいを希う。〜（ヌイグルミ）

2006年
- ARIA The NATURAL（ゴンドリエーレ）
- 陰からマモル!（ぶる丸）
- 交響詩篇エウレカセブン（リフボーダー、キャスターA）
- xxxHOLiC（2006年 - 2008年、ブライアン〈鴉天狗〉） - 2シリーズ
- RAY THE ANIMATION（チンピラA、麻酔技師、男、男1）

2007年
- 結界師（長尾、箱田）
- 精霊の守り人（従者B）

2008年
- 薬師寺涼子の怪奇事件簿（通信士B）

2009年
- 極上!!めちゃモテ委員長（男性客）
- 東のエデン（石居）

2010年
- COBRA THE ANIMATION（ダック）
- 四畳半神話大系（幹部）

2011年
- 青の祓魔師（ウコバク）
- よんでますよ、アザゼルさん。（グシオン）

2014年
- ふうせんいぬティニー（アルバイト）

2015年
- 名探偵コナン（小松均）

2020年
- ドラえもん（テレビ朝日版第2期）（オジサン②）

2022年
- よふかしのうた（ヒゲ）

### OVA
- 最終兵器彼女 Another love song（2005年、トシ）

### 劇場アニメ
- ストレンヂア 無皇刃譚（2007年、武士）
- ももへの手紙（2012年、予報士）

### Webアニメ
- リーンの翼（2005年）

### ゲーム
- リアライズ -Panorama Luminary-（2005年、岸隆介）
- ローグギャラクシー（2005年、シェリオ、ラグナ）
- ワイルドアームズ ザ フォースデトネイター（2005年）
- ソニック ワールドアドベンチャー（2008年）
- バイオハザード オペレーション・ラクーンシティ（2012年、スペクター）
- ゼルダの伝説 ブレス オブ ザ ワイルド（2017年、リーバル）
- ゼルダ無双 厄災の黙示録（2020年、リーバル）
- ゼルダの伝説 ティアーズ オブ ザ キングダム（2023年、風の賢者）

### ドラマCD
- 裏 今日はマのつく最終兵器

### 吹き替え

#### 映画
- 小さな魔法使いと秘密の城 リトル・ウィッチ2（2004年）
- イントゥ・ザ・ブルー（2005年）
- ぼくのともだち ドゥーマ（2005年）
- 宇宙戦争（2005年）
- エレクトラ（2005年）
- エリザベスタウン（2005年、チャーリー）
- レイヤー・ケーキ（2006年）
- 父親たちの星条旗（2006年）
- ウォンタクの天使（2006年、ギョンス）
- トランスフォーマー（2007年、マニー）
- スパングリッシュ 太陽の国から来たママのこと（2006年）
- トロピック・サンダー/史上最低の作戦（ケヴィン・サンダスキー〈ジェイ・バルチェル〉）
- 噂のアゲメンに恋をした!（2008年、ジョー〈ロニー・ロス〉）
- インディ・ジョーンズ/クリスタル・スカルの王国（2008年）
- アイアンマン（2008年）
- ある日モテ期がやってきた（2010年、カーク・ケトナー〈ジェイ・バルチェル〉）
- マイティ・ソー（2011年、店員）

#### テレビドラマ
- ギルモア・ガールズ（2000年 - 2007年）
- 名探偵モンク（2002年 - 2009年）
- 愛していると云って（2004年、チョルミン）
- ウェイバリー通りのウィザードたち（2007年 - 2012年、バート）
- メンタリスト（2008年 - 2015年、リース）
- ビッグバン★セオリー/ギークなボクらの恋愛法則（2019年 - 2020年、スチュアート・ブルーム〈ケヴィン・サスマン〉）

#### テレビアニメ
- オジー&ドリックス（助役）
- キャスパー（ストレッチ）※カートゥーン ネットワーク版
- トムとジェリー テイルズ
- ピンクパンサー&パルズ（2010年 - 2020年、ピンクパンサー、アードバーク）

#### 劇場アニメ
- Mr.インクレディブル（2004年）
- ティム・バートンのコープスブライド（2005年）
- チキン・リトル（2005年）
- スポンジ・ボブ/スクエアパンツ ザ・ムービー（2006年）
- ウォレスとグルミット 野菜畑で大ピンチ!（2006年）
- マウス・タウン ロディとリタの大冒険（2006年）
- サーフズ・アップ（2007年）
- ホーム 宇宙人ブーヴのゆかいな大冒険（2015年、オウ〈ジム・パーソンズ〉）

### 特撮
- 爆上戦隊ブンブンジャー（2024年、ダーツグルマーの声[3]）

### 舞台
| 劇団あかぺら倶楽部 出演作品                               |                      |
| タイトル                                                  | 役名                 |
| 第2回新人公演「また逢おうと竜馬は言った」                 | 岡本                 |
| 第14回公演「ラヴ」                                        | 藤崎賢一（Ｗ）       |
| 第15回公演「塩祝申そう」                                  | 塩入大輔             |
| 第3回新人公演「幾度目かの危機」                           | 山谷香（W）          |
| 第17回公演「Funny Money」                                 | ビル                 |
| 第18回公演「MOTHER ～君わらひたまふことなかれ～」         | 安土平助             |
| 第19回公演「誰ガタメニ金ハ成ル？ ～Cash on Delivery!～」  | アンクル・ジョージ   |
| 第20回公演「煙が目にしみる」                              | 原田正和             |
| 第23回公演「二兎物語 ～Run for Your Wife～」              | ボビー・フランクリン |
| 第25回公演「法王庁の避妊法」アンダーキャスト公演          | 高見詠一             |
| 第26回公演「Funny Money」                                 | ビル                 |
| 第28回公演「罠 Piege pour un Homme seul」                 | ラ・メルルーシュ     |
| 第29回公演「夫婦レコード」                                | 島本健一郎           |
| 第30回公演「パパ・アイ・ラヴ・ユー」                      | ビル                 |
| 第31回公演「ザ・フォーリナー」                            | ベティ・ミークス     |
| 第34回公演「誰ガタメニ金ハ成・・・ル？Cash on Delivery!」 | アンクル・ジョージ   |
| 第35回公演「コミック・ポテンシャル」                      | マーミオン           |
| 第36回公演「アウト・オブ・オーダー ～Out of Order～」     | ウェイター           |
| ☆the NEXT vol.2「ナイゲン」                               | どさまわり           |
| 第38回公演「栗原課長の秘密基地」                          | 男6                  |
| 第39回公演「蠅取り紙 ～山田家の5人兄妹～」                | 麻倉文雄             |